# リード・アレクサンダー
リード・アレクサンダー（Reed Alexander, 1994年 - ）は、アメリカ合衆国出身の俳優である。

## 出演作品

### テレビ
- サム&キャット
- とび蹴りアチョ〜ズ
- ICarly（ネヴェル・パッパーマン）
- ドレイク&ジョシュ